# Romanoa tamnoides
Romanoa tamnoides là một loài thực vật có hoa trong họ Đại kích. Loài này được (A.Juss.) Radcl.-Sm. miêu tả khoa học đầu tiên năm 1980.